# Tardoire
Tardoire – rzeka we Francji, przepływająca przez tereny departamentów Haute-Vienne, Charente i Dordogne, o długości 113,4 km. Stanowi dopływ rzeki Bonnieure.